# Epilobium capense
Epilobium capense är en dunörtsväxtart som beskrevs av Buch. och Johan Carl Krauss. Epilobium capense ingår i släktet dunörter, och familjen dunörtsväxter. Inga underarter finns listade i Catalogue of Life.